# L'Immortel
Pour les articles homonymes, voir Immortel.
Ne pas confondre avec L'Immortel, une série télévisée américaine.
Pour plus de détails, voir Fiche technique et Distribution.
L'Immortel est un film français réalisé par Richard Berry, sorti le 24 mars 2010.
Le scénario est tiré du roman L'Immortel de Franz-Olivier Giesbert et raconte la vie romancée du criminel français Jacques Imbert.

## Synopsis
Charly Matteï a tourné la page de son passé de hors-la-loi. Depuis trois ans, il mène une vie paisible et se consacre à sa femme et à ses deux enfants, laissant la gestion de ses « affaires » à son vieil ami Tony Zacchia. Pourtant, un matin d'hiver, son passé le rattrape. Dans le parking du Vieux-Port de Marseille, il est la cible d'un commando composé de 8 hommes ; il est laissé pour mort avec 22 balles dans le corps. Contre toute attente il survit à l'attaque, d'où son surnom d'« Immortel ».
Marie Goldman est une officier de police qui enquête sur la tentative d'assassinat du parking. Son mari, aussi policier, a été assassiné en service et son assassin n'a jamais été attrapé. En dépit de l'indifférence de ses supérieurs, elle n'a de cesse de vouloir identifier le meurtrier de son mari.
À la recherche de ses assaillants, Charly Matteï voit également sa famille menacée mais il veut au départ identifier ses agresseurs sans effusion de sang. Cette clémence est exploitée par la même équipe de tueurs et son ami Karim est brutalement assassiné. Dès lors, il décide de se venger en tuant l'équipe des tueurs et leurs commanditaires. Il rend visite à l'équipe au complet dans un restaurant alors qu'ils sont en train de fêter un anniversaire. Il les menace et leur dit qu'il va tous les tuer un par un puis commence par le premier d'entre eux.

## Fiche technique
Sauf indication contraire, les informations mentionnées dans cette section peuvent être confirmées par la base de données cinématographiques IMDb,  présente dans la section « Liens externes ».
- Titre original : L'Immortel
- Réalisation : Richard Berry
- Scénario et adaptation : Richard Berry, Matthieu Delaporte et Alexandre de la Patellière, avec les dialogues de Richard Berry, Matthieu Delaporte, Alexandre de la Patellière et Éric Assous, adapté du roman L'Immortel de Franz-Olivier Giesbert
- Musique : Klaus Badelt
- Décors : Philippe Chiffre
- Costumes : Carine Sarfati
- Photographie : Thomas Hardmeier
- Son : Matthieu Dallaporta, Amaury de Nexon, Didier Lozahic
- Montage : Camille Delamarre
- Production : Pierre-Ange Le Pogam
  - Production déléguée : Didier Hoarau
  - Coproduction : Luc Besson
- Sociétés de production[1] : EuropaCorp, en coproduction avec TF1 Films Production, Marie Coline Films et SMTS, avec la participation de Canal+ et CinéCinéma, en association avec Sofica Europacorp
- Sociétés de distribution[2] : EuropaCorp Distribution (France) ; Belga Films (Belgique) ; Les Films Séville (Québec) ; Pathé Films AG (Suisse romande)
- Budget : 19 996 567 €[3]
- Pays de production :  France
- Langue originale : français
- Format[4] : couleur - 35 mm - 2,35:1 (Cinémascope) - son DTS | Dolby Digital
- Genre : action, film de gangsters, drame et thriller
- Durée : 117 minutes
- Dates de sortie[5] :
  - France, Belgique, Suisse romande : 24 mars 2010[6],[7]
  - Québec : 8 octobre 2010[8]
- Classification[9] :
  - France : interdit aux moins de 12 ans[10],[Note 1]
  - Belgique : tous publics (Alle Leeftijden)[6]
  - Suisse romande : interdit aux moins de 16 ans[11]
  - Québec : 13 ans et plus (violence) (13+ / 13 years and over)[8]

## Distribution
- Jean Reno : Charly Matteï (inspiré de Jacques Imbert)
- Kad Merad : Tony Zacchia (inspiré de Tany Zampa)
- Marina Foïs : Marie Goldman
- Jean-Pierre Darroussin : Martin Beaudinard
- Richard Berry : Aurélio Rampoli
- Max Baissette de Malglaive : Anatole Matteï
- Claude Gensac : Mme Fontarosa
- Grégory Gatignol : Martin Beaudinard jeune
- Arthur Mazet : Charly Matteï jeune
- Fani Kolarova : Christelle Matteï
- Venantino Venantini : Padovano (inspiré de Auguste Méla dit « Gus le Terrible »)
- Joséphine Berry : Eva Matteï
- Moussa Maaskri : Karim
- Sandra El Ouni : Zohra, fille de Karim
- Mélèze Bouzid : Nadia, deuxième fille de Karim
- Denis Braccini : Le boumian
- Daniel Lundh : Malek Telaa
- Gabriella Wright : Yasmina Telaa
- Luc Palun : Pascal Vasetto
- Martial Bezot : Franck Rebou
- Carlo Brandt : Fontarosa
- Christian Mazzuchini : Bastien Paolini
- Dominique Thomas : Ange Papalardo
- Philippe Magnan : Commissaire Jean-Daniel Pothey
- Catherine Samie : Stella Matteï
- Jessica Forde : Clothilde
- Joey Starr : Le pistachier
- Jean-Claude Bouillon : Maître Martineli
- Xavier Lemaître : Le policier de l'Evéché
- Pascal Germain : Le médecin
- Fanny Delaporte : Femme parking
- Guillaume Gouix : Le morvelous
- Lucie Phan : Pat
- Jean-Jérôme Esposito : Rochegude
- Boris Baum : Spontini - fils
- Laurent Casanova : Piéton
- Cédric Appietto : Marco Echinard
- Charlotte Marcoueille : Serveuse restaurant
- Florian Marcaillou : Le chirurgien

## Production

### Scénario
Cette histoire est basée sur des faits réels, mais où tout est inventé, au cœur du milieu marseillais. Le scénario du film est tiré du roman de Franz-Olivier Giesbert L'Immortel. Le film s'inspire d'un épisode de la vie romancée d'un des derniers parrains historiques de Marseille, Jacques Imbert dit Jacky le Mat. Lors de luttes d'influence contre Tany Zampa pour se maintenir sur le terrain, notamment au niveau du racket, il est laissé pour mort sur le parking de sa résidence à Cassis en 1977. Les médecins retireront 22 balles de son corps, dont 7 balles de 11.43 et 15 plombs de chevrotine. Par miracle, il survivra.
Pour l'écriture du scénario, Richard Berry ne s'est en fait servi que d'une partie du roman et s'est ensuite lancé dans une enquête personnelle. « J'ai rencontré énormément de gens dans la discrétion la plus totale, raconte-t-il. Je suis resté des semaines et des semaines sur place et, de fil en aiguille, j'ai rencontré untel qui m'a aiguillé sur monsieur untel... Des rendez-vous discrets dans des cafés où on m'a raconté des détails qui ont nourri l'adaptation ou permis de construire certains personnages. »

### Tournage
Le tournage débuta le 23 février 2009 à Marseille pendant 6 semaines, avant de continuer en Avignon début avril 2009, et se poursuivit durant 8 semaines à Paris. Il fut tourné, aussi, sur la commune de Lavéra à Martigues, ainsi qu'à Cassis, La Ciotat et à Pontoise (ancienne maternité).
Une polémique éclate sur les lieux de tournage à Marseille, en raison de la présence de montagne de détritus sur les plans tournés en extérieur ; il s'y tenait en effet une grève des éboueurs au moment du tournage. Certains riverains et la mairie se plaignirent de l'image négative que cela pouvait renvoyer de la ville.
Parmi les cascadeurs figurent les pilotes automobiles Frédéric Makowiecki, champion de France 2010 en Porsche Carrera Cup, et Alexandre Rambure.

### Autour du film
Jean Reno est à l'origine du projet. « Après Moi César, 10 ans ½, 1m39, il a été l'un des premiers à me demander de faire un film avec lui, raconte Richard Berry. Mais dans une manière de fonctionner, je ne sais pas écrire pour quelqu'un. Il faut que le sujet que j'ai dans la tête colle avec la personne. Or, je n'avais rien en tête qui collait avec Jean. Je me suis un moment embarqué sur l'adaptation de La Petite Fille de Monsieur Linh qui ne s'est malheureusement pas montée. Et puis quand est arrivée cette histoire d'Immortel, j'ai tout de suite pensé que ça pouvait être un personnage pour Jean. Parce qu'il a l'humanité de celui qui est dans la rédemption et qu'on peut croire d'emblée que, dans le passé, il a pu être un grand voyou. Jean possède cette épaisseur humaine chargée d'histoire et cette force potentiellement très dangereuse. Une force tranquille. »
Kad Merad interprète pour la première fois de sa carrière un « méchant » de cinéma. « Je préférais prendre un acteur avec une allure de mec sympa et le pousser vers la folie plutôt que de choisir une gueule de méchant à qui j'allais essayer de donner une épaisseur humaine, raconte Richard Berry. C'est vraiment très intéressant de décrire toutes ces phases dans une même personne. Où on peut croire une seconde qu'on aurait pu être pote avec lui avant, et que l'instant suivant, il nous terrorise. Kad était vraiment la personne adéquate pour jouer cette diversité de sentiments. »

### Bande originale du film
- 1.Mom :
- 2. La Tosca : E Lucevan Le Stelle - interprété par Placido Domingo et Zubin Mehta
- 3. La Tosca : E Lucevan Le Stelle - interprété par Luciano Pavarotti
- 4. Assassination flasback :
- 5. La Bohème
- 6. La Bohème
- 7. Mrs Butterfly
- 8. Harbor Warehouse
- 9. Rigoletto : Tutte le feste al tempio - interprété par Riccardo Muti - Andrea Rost (en) - Roberto Alagna
- 10. Karim killed
- 11. Birthday killing
- 12. Motorcycle chase
- 13. Charly interrogation
- 14. Rabau killing
- 15. Charly's plan
- 16. Saving Anatole - Part 1
- 17. Saving Anatole - Part 2
- 18. Kitchen fight
- 19. Final interrogation
- 20. Parking
- 21. Scena V. "O Cielo Gusto" N. 14 - Scena ed Aria - interprété par Sir Charles Mackerras - The Hanover Band - Andrea Rost (en) et London Voices
- 22. Immortal

## Accueil

### Box-office
| Film       | Box-Office France | Box-Office Étranger | Total             |
| L'Immortel | 1 129 959 entrées | 1 230 624 entrées   | 2 360 583 entrées |

Le film de Richard Berry a enregistré 440 000 entrées en vingt jours en Russie. À l'été 2010, 70 000 entrées, lui sont comptabilisées pour la Grèce.
Finalement, le film a rapporté 19 189 854 € de recettes pour un budget de 18 000 000 €.
Lors de sa première diffusion télévisée sur TF1 le dimanche 19 janvier 2014, le film domine les audiences avec 6,7 millions de téléspectateurs, soit 26,5 % des audiences.

### Accueil critique
Sur le site Allociné, sur 21 critiques de presse, le film reçoit une note moyenne de 2,4 sur 5. Le film est nommé au Festival d'Agde - Les Hérauts du cinéma 2011 dans la catégorie « Long-Métrage ».
Le film reçoit le « Gérard du plus mauvais film de l’année (et probablement de la décennie) » lors de la Cérémonie des Gérard du cinéma 2011.
Jean Reno et Richard Berry sont nommés dans la Catégorie du « Gérard du Désespoir Masculin » et Claude Gensac et Venantino Venantini dans la catégorie « Gérard de l'acteur que l'on croyait mort depuis 1985, et qui en fait, tourne encore ».

## Distinctions

### Nominations
- Festival du Film d'Agde - Les Hérault du Cinéma 2011 : Meilleur long métrage pour Richard Berry[23].

## Anecdotes
Le film a été produit par EuropaCorp, société cofondée par le réalisateur Luc Besson. On y retrouve certaines références à ses précédents films :
- Comme Léon, Charly Matteï « ne touche pas aux femmes ou aux enfants ».
- Le générique final est un extrait de Lucia di Lammermoor, identique à celui interprété par la diva Plavalaguna dans Le Cinquième Élément.

Un faux raccord est visible à la fin de la 87e minute : Luc Palun mange une part de pizza dont la taille augmente d'un plan à l'autre.